# 이탈리아 축구 연맹

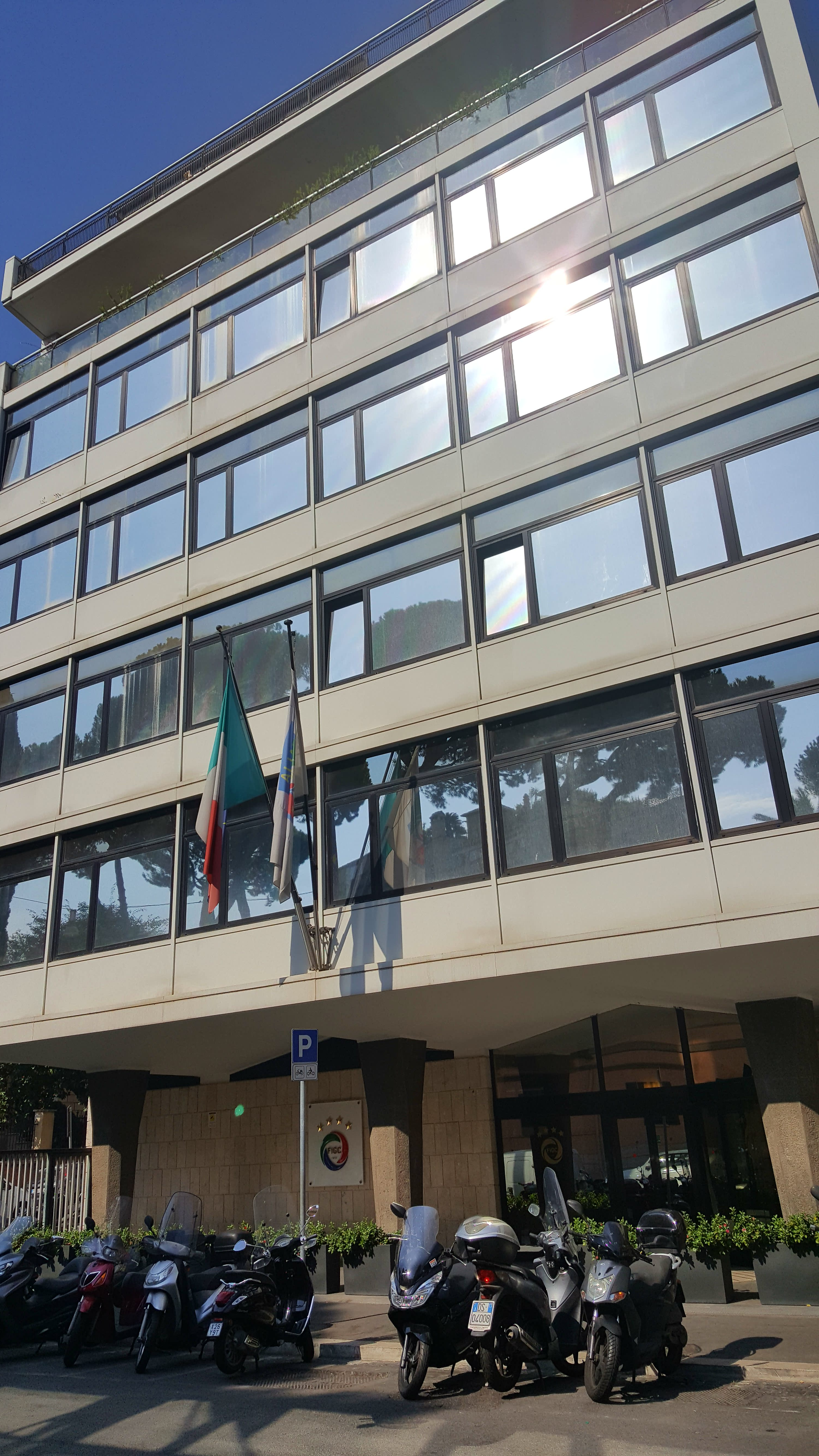
로마 소재의 이탈리아 축구 연맹 본부 전경.

이탈리아 축구 연맹(이탈리아어: Federazione Italiana Giuoco Calcio 페데라치오네 이탈리아나 주오코 칼초[*])은 두문자어인 FIGC 혹은 '페데르칼초'로 불리는 이탈리아의 축구 협회이다. 이탈리아 올림픽 위원회가 공인한 단체이며, 이탈리아에서 축구, 풋살, 비치사커 경기들을 장려하고, 이와 관련된 부분들을 책임지도록 인가된 유일한 기관이다. 연맹 본부는 로마에 소제해 있으며, 1905년에 제 축구 연맹에 가입했으며, 유럽 축구 협회에는 1954년에 공동 창설 회원으로서 가입했다.
본 축구 연맹은 프로 및 아미추어 리그와 컵 대회를 주관하는 사무국(레가 나치오날레 프로페시오니스티 세리에 A, 레가 나치오날레 프로페시오니스티 B, 레가 이탈리아나 칼초 프로페시오니스티코, 레가 나치오날레 딜레탄티)이 소속돼있으며, 경기에 세 심판을 지명하는 이탈리아 심판 협회, 기술 부서(이탈리아 축구인 협회, 이탈리아 축구 코치 협회)와 유소년 및 학교 부서도 속해있다. 추가적으로 여자 축구 부문과 페럴림픽 및 실험 축구 부서도 신설되었다.
협회는 축구, 풋살, 비치사거 국가대표팀 활동을 관리, 운영한다.

## 역사
이탈리아 연맹은 1898년 3월 15일에 설립된 제정 위원회의 주도로, 3월 26일 토리노에서 '페데라치오네 이탈리아나 델 풋볼'(FIF, Federazione Italiana del Football →이탈리아 축구 연맹)의 이름으로 출범했다. 제정 위원회 회장이었던 엔리코 도비디오의 뒤를 이어, 기술자였던 마리오 비카리가 연맹의 초대 회장으로 선출되었다. 설립 당시 가입을 권유 받았던 구단으로는 제노아 CFC(제노아 크리켓 육상 클럽), FBC 토리네세, 인테르나치오날레 토리노, 소치에타 진나스티카 디 토리노(토리노 체조회), SEF 진나스티카 메디올라눔(메디올라눔 체육교육회), 우니오네 프로 스포르트 알레산드리아(알레산드리아 프로 스포츠 연합), 소치에타 진나스티카 리구레 크리스토포로 콜롬보(크리스토포로 콜롬보 리구리아 체육회)이며, 마지막 두 단체는 이탈리아 체조 연맹에 남아있기로 한다. 당시 체조 연맹은 체조 대회 중, 축구 대회를 열었었다. 2년 후 메디올라눔은 FIF 대회에 참가하기 시작했다.
창립 동년에 연맹은 캄피오나토 이탈리아노 디 풋볼 대회를 개최하였다. 토리노에서 하룻동안 진행됐으며, 제노아가 우승을 거두었다.
1905년 이탈리아 연맹은 1904년 5월 21일에 창립한 세계 축구를 총괄하는 국제 연맹인 국제 축구 연맹(FIFA)으로부터 공인받는다.
같은 해에, FIF는 본부를 토리노에서 밀라노로 이전한다. 그리고 이름을 현재의 이름인 '페데라치오네 이탈리아나 주오코 칼초'(FIGC, Federazione Italiana Giuoco Calcio →이탈리아 축구 연맹)으로 개칭한다.
1910년 5월 15일 이탈리아 축구 국가대표팀의 첫 국제 경기가 밀라노 소재의 아레나 치비카에서 열렸으며, 프랑스 축구 국가대표팀을 6-2로 승리한다. 그 다음해에 FIGC는 본부를 토리노로 환거했다.
1926년 본부를 볼로냐로 재이전했으며, 3년 후인 1929년 로마에 최종 이전한다.
제2차 세계 대전 후, 연맹은 국가대표팀의 실망스러운 결과와 축구계의 추문으로 생긴 혼란으로 인해 연맹 행정을 위촉된 특명 총재에게 위임되는 일들이 있었다. 현재까지 위촉된 총재의 운영은 많지 않았으며 주로 내부 운영 위기와 연된되어있다.
첫째로 유명한 사건으로는 1958년 스웨덴 월드컵 진출에 실패한 "벨파스트 참사"의 영향으로서, 국가대표팀보다 자신들의 필요를 내세운 축구단에게 잘못이 있다고 여겨지며 책임이 지워졌다. CONI의 회장인 줄리오 오네스티는 매우 강한 어조로 오토리노 바라시를 연맹의 특명 총제로 임명했으며, 후에 FIGC 회장으로 선출되어 8월 13일까지 역임한다. 뒤를 이어, 브루노 차울리가 다음 특명 총재로 임명된다.
1954년 6월 15일, 프랑스 축구 연맹과 벨기에 왕립 축구 협회와 함께 현재 유럽의 축구를 관장하는 유럽 축구 연맹을 창설한다.
1986년 소위 '토토네로' 사건으로 페데리코 소르딜로 연맹 회장과 프란코 카라로 총재로 이어지는 경영진이 있었다. 1996년에는 안토니오 마타레세 회장이 연맹 내부 규정을 어기고 직위 오용을 했다고 기소되며 라파엘레 파뇨치 총재로 위탁되는 일이 있었으며, 2000년에는 루차노 니촐라가 재선에 실패하면서 잔니 페트루치가 특명 총재로 지명됐다.
2006년 5월에 소위 칼초폴리 추문의 여파로, 카라로 회장은 처음은 구이도 로시, 그 다음으로는 루카 판칼리 특명 총재로 대체되었다.
2017년 11월, 2018년 러시아 월드컵 진출에 실패하며 카를로 타베키오 회장의 퇴진을 촉발했으며, 선거를 통해 새 회장을 선출할 수 없게되자, 올림픽 위원회에서 특임 총재를 임명할 수 밖에 없게되면서 로베르토 파브리치니에게 위임되었다.

## 구성
하기 구성원은 이탈리아 축구 연맹에 속한다.
| 분야      | 구성원                                           | 소재지 | 창립   |
| 리그      | 레가 나치오날레 프로페시오니스티 세리에 A (LNPA) | 밀라노 | 2010년 |
| 리그      | 레가 나치오날레 프로페시오니스티 B (LNPB)        | 밀라노 | 2010년 |
| 리그      | 레가 이탈리아나 칼초 프로페시오니스티코          | 피렌체 | 1959년 |
| 리그      | 레가 나치오날레 딜레탄티 (LND)                   | 로마   | 1959년 |
| 전문 구성 | 이탈리아 축구인 협회 (AIC)                       | 비첸차 | 1968년 |
| 전문 구성 | 이탈리아 축구 코치 협회 (AIAC)                   | 피렌체 | 1966년 |
| 전문 구성 | 이탈리아 심판 협회 (AIA)                         | 로마   | 1911년 |
| 부문      | 기술부                                           | 피렌체 | 1959년 |
| 부문      | 유소년·학교부                                    | 로마   | 1947년 |
| 분과      | 여자 축구부                                      | 로마   | 2015년 |
| 분과      | 페럴림픽·실험축구부                              | 로마   | 2019년 |

## 역할
FIGC는 남자 국가대표팀과 유소년, 여자, 풋살, 비치사커 국가대표팀 활동을 지도하고 관리한다. 더욱이 프로 부문(레가 세리에 A, 레가 B, 레가 프로)과 전국, 지역간 단위(레가 나치오날레 딜레탄티, 디비시오네 풋살)의 아마추어 대회를 조직하는 리그를 감독, 통제 및 조정한다. 게다가 FIGC는 유소년 부문을 위한 대회, 활동, 사업을 비롯하여 여자 축구과를 통해 세리에 A와 세리에 B와 같은 여자 축구 대회를 직접 추진한다,
지역 수준에서 FIGC는 지역 위원회와 지방 대표를 통해 활동한다.

## 스포츠 사법 기구

### 대회 중 실격의 경우
- 리그의 스포츠 판사 (제라르도 마스트란드레아) (제1심).
- 연맹 법원 (제2심).

### 스포츠 불법 행위의 경우
- 연맹 검사실 (심문, 금지 영장, 기소 청구).

심급
- 리그의 징계 위원회 (레가 나치오날레 프로페시오니스티 세리에 A와 B, 레가 이탈리아나 칼초 프로페시오니스티코(세리에 C), 레가 나치오날레 딜레탄티, 지역 위원회) (구단, 회원의 경우) (제1심).
- AIA의 징계 위원회 (심판, 부심, 스카우터의 경우) (제1심)
- 연맹 법원 (제2심, 최종심).
- AIA의 징계 항고 위원회 (심판, 부심, 스카우터의 경우) (제2심, 최종심).

## FIGC 조직도
2022년 7월 8일 기준.
- 회장: 가브리엘레 그라비나
- 부회장 대리: 움베르토 칼카뇨
- 부회장: 프란체스코 기렐리
- 총비서: 마르코 브루넬리
- 부비서: 안토니오 디 세바스티아노
- 연맹 이사:
  - 레가 나치오날레 프로페시오니스티 세리에 A: 로렌초 카시니 (회장), 클리우디오 로티토, 주세페 마로타
  - 레가 나치오날레 프로페시오니스티 B: 마우로 발라타 (회장)
  - 레가 프로: 프란체스코 기렐리 (회장), 알레산드로 마리노, 주세페 파시니
  - 레가 나치오날레 델레탄티: 잔카를로 아베테 (회장), 다니엘레 오르톨라노, 스텔라 프라스카 (전국 이사), 플로리오 차논 (북부 이사), 프란체스코 프란키 (중부 이사), 마리아 리타 아차르디 (남부 이사)
  - 선수: 움베르토 칼카뇨, 다비데 비온디니, 발레리오 베나르디, 키아라 마르키텔리
  - 전문가: 마리오 베레타, 초이 글로리아 자트라스
  - 이탈리아 심판 협회: 알프레도 트렌탈라녜 (회장)
- 회장 위원회: 가브리엘레 그라비나 (회장), 움베르토 칼카뇨 (부회장 대리), 로렌초 카시니, 프란체스코 기렐리, 잔카를로 아베테, 마리오 베레타.

## 후원
FIGC는 기술, 공식 후원 등의 여러 후원을 받고있다. 국가 대표팀 유니폼은 아디다스가, 심판 유니폼은 레게아가 공급하고 있다.

## 같이 보기
- 이탈리아 축구 국가대표팀
- 국제 축구 연맹
- 국제 축구 평의회